# Ken Arok
Ken Arok est, dans le Pararaton ou "Livre des Rois" (poème épique javanais du XVIe siècle), le nom d'un aventurier d'origine obscure qui, en 1222, tue Kertajaya, le roi de Kediri dans l'est de Java. Il fonde ensuite un nouveau royaume, Singasari, à l'est de Kediri et prend le nom de règne de Rajasa.
Le nom de Rajasa nous est connu par le Nagarakertagama, un autre poème épique écrit en 1365 sous le règne du roi Hayam Wuruk de Majapahit. Ce poème narre la visite de Hayam Wuruk à Kagenengan pour rendre hommage à Rajasa.
L'identification de Ken Arok à Rajasa est faite par le Pararaton, une œuvre littéraire et non un document historique.